# Virslīga 1939/40
In 1939/40 werd het dertiende voetbalseizoen gespeeld van de Letse Virslīga. RFK werd kampioen. Het was het laatste seizoen van het onafhankelijke  Letland voor het land geannexeerd werd door de Sovjet-Unie. 

## Eindstand
| Plaats | Club                 | Wed. | W  | G | V | Saldo | Ptn. |
| ------ | -------------------- | ---- | -- | - | - | ----- | ---- |
| 1.     | RFK                  | 14   | 10 | 3 | 1 | 40-11 | 23   |
| 2.     | Olimpija Liepāja     | 14   | 9  | 3 | 2 | 42-21 | 21   |
| 3.     | ASK                  | 14   | 6  | 4 | 4 | 40-26 | 16   |
| 4.     | Hakoah Riga          | 14   | 7  | 1 | 6 | 21-25 | 15   |
| 5.     | Rigas Vilki          | 14   | 5  | 2 | 6 | 29-26 | 12   |
| 6.     | VEF                  | 14   | 3  | 4 | 7 | 26-39 | 10   |
| 7.     | Universitātes Sports | 14   | 2  | 4 | 8 | 20-38 | 8    |
| 8.     | RKSB                 | 14   | 2  | 3 | 9 | 17-49 | 7    |

|  | Kampioen |

## Topscores

### 15 Doelpunten
- Fricis Kaņeps (RFK)
- Aleksandrs Vanags (ASK)

### 13 Doelpunten
- Vaclavs Borduško (ASK)

### 12 Doelpunten
- J.Bērziņš (Olimpija Liepāja)

### 10 Doelpunten
- Edgars Klāvs (US)
- Ēriks Raisters (RFK)

### 9 Doelpunten
- Zamuels Garbers (Hakoah)

### 8 Doelpunten
- Jānis Rozītis (VEF)
- Voldemārs Apsēns (Olimpija Liepāja)

### 7 Doelpunten
- Ernests Ziņģis (Olimpija Liepāja)

## Kampioen
| Virslīga 1939/40        |
| Letland                 |
| ----------------------- |
| RFK Kampioen (8° titel) |